# Melitaea parascotosia
Melitaea parascotosia är en fjärilsart som beskrevs av Collier 1933. Melitaea parascotosia ingår i släktet Melitaea och familjen praktfjärilar. Inga underarter finns listade i Catalogue of Life.